# Комаров, Игорь Сергеевич
Игорь Сергеевич Комаров (29.01.1917-01.02.2010) — российский инженер-геолог, доктор геолого-минералогических наук, профессор, лауреат Ленинской премии.
Родился в Киеве. Окончил Московский геологоразведочный институт (МГРИ).
В 1941—1942 гг. участвовал в строительстве оборонительных сооружений на Западном фронте. С мая 1942 по май 1945 года вольнонаёмный, старший инженер гидрогеолог 15 военно-геологического отряда (Северо-Западный, Волховский и 2-й Белорусский фронты). Награждён орденом Красной Звезды и польским Крестом Храбрых.
После войны работал в МГРИ.
Руководил инженерно-геологическими исследованиями на объектах Байконура, Капустина Яра, Новой Земли, Печоры, Европейской части России, Дальнего Востока, Забайкалья, Закарпатья и Прикарпатья, Нижней Оби и Средней Азии, участвовал в изысканиях под строительство Сталинградской ГЭС, в изучении шельфа Японского и Охотского морей, руководил работами по сейсмическому микрорайонированию Черноморского побережья Кавказа.
В 1966 году защитил докторскую диссертацию:
- Основы комплексного метода инженерно-геологического изучения равнинных территорий, покрытых чехлом четвертичных отложений : в 2-х томах : диссертация … доктора геолого-минералогических наук : 04.00.00. — Москва, 1966. — 587 с. : ил. + Прил. (488 с.: ил.) + Прил. (2 с.: ил.).

Специалист в области механики грунтов, мерзлотоведения, математической статистики в области инженерной геологии.
Подготовил 20 кандидатов наук.
Лауреат Ленинской премии 1982 года как соавтор монографии «Инженерная геология СССР» в 8 томах (1976—1978).
Похоронен на Востряковском (Центральном) кладбище.
Сочинения:
- Инженерная геология [Текст] : [Учебник для геол.-развед. вузов и фак.] / Н. В. Коломенский, И. С. Комаров. — [Москва] : Высш. школа, 1964. — 480 с. : ил., карт.; 22 см.
- Полевые методы инженерно-геологических исследований [Текст] / Г. К. Бондарик, И. С. Комаров, В. И. Ферронский. — Москва : Недра, 1967. — 372 с., 1 л. табл. : ил.; 22 см.
- Накопление и обработка информации при инженерно-геологических исследованиях [Текст]. — Москва : Недра, 1972. — 295 с. : черт.; 22 см.
- Многомерный статистический анализ в инженерной геологии [Текст] / И. С. Комаров, Н. М. Хайме, А. П. Бабенышев. — Москва : Недра, 1976. — 199 с.; 21 см.
- Прочность, устойчивость и давление грунтов на ограждения : Учеб. пособие / И. С. Комаров, А. А. Полуботко. — Москва : МГРИ, 1980. — 78 с. : ил.; 21 см.
- Инженерная геология СССР. Платформенные регионы европейской части СССР : В 2 кн. / [Сергеев Е. М., Комаров И. С., Трофимов В. Т. и др.] ; Под ред. И. С. Комарова и др. — М. : Недра, 1991. — 22 см. Кн. 1. — Москва : Недра, 1992. — 270,[1] с. : ил.; ISBN 5-247-02391-9 Кн. 2. — Москва : Недра, 1991. — 356,[1] с. : ил., карт.; ISBN 5-247-02391-9